# Don't Stop the Music (chanson de Yarbrough and Peoples)
Pour les articles homonymes, voir Don't Stop the Music.
Singles de Yarbrough & Peoples
Third Degree
(1981)
Pistes de The Two of Us
Crazy
Don't Stop the Music est une chanson du groupe Yarbrough and Peoples, paru sur l'album The Two of Us en 1980, puis paru en single en 1981.

## Classement
| Classement (1981)                      | Meilleure position |
| -------------------------------------- | ------------------ |
| États-Unis (R&B Singles)               | 1                  |
| Royaume-Uni (UK Singles Chart)         | 7                  |
| États-Unis (Billboard Hot 100)         | 19                 |
| États-Unis (Dance/Club Play Singles)   | 26                 |
| Belgique (Flandre Ultratop 50 Singles) | 4                  |
| Pays-Bas (Single Top 100)              | 2                  |
| Autriche (Ö3 Austria Top 40)           | 15                 |